# Bonellia viridis

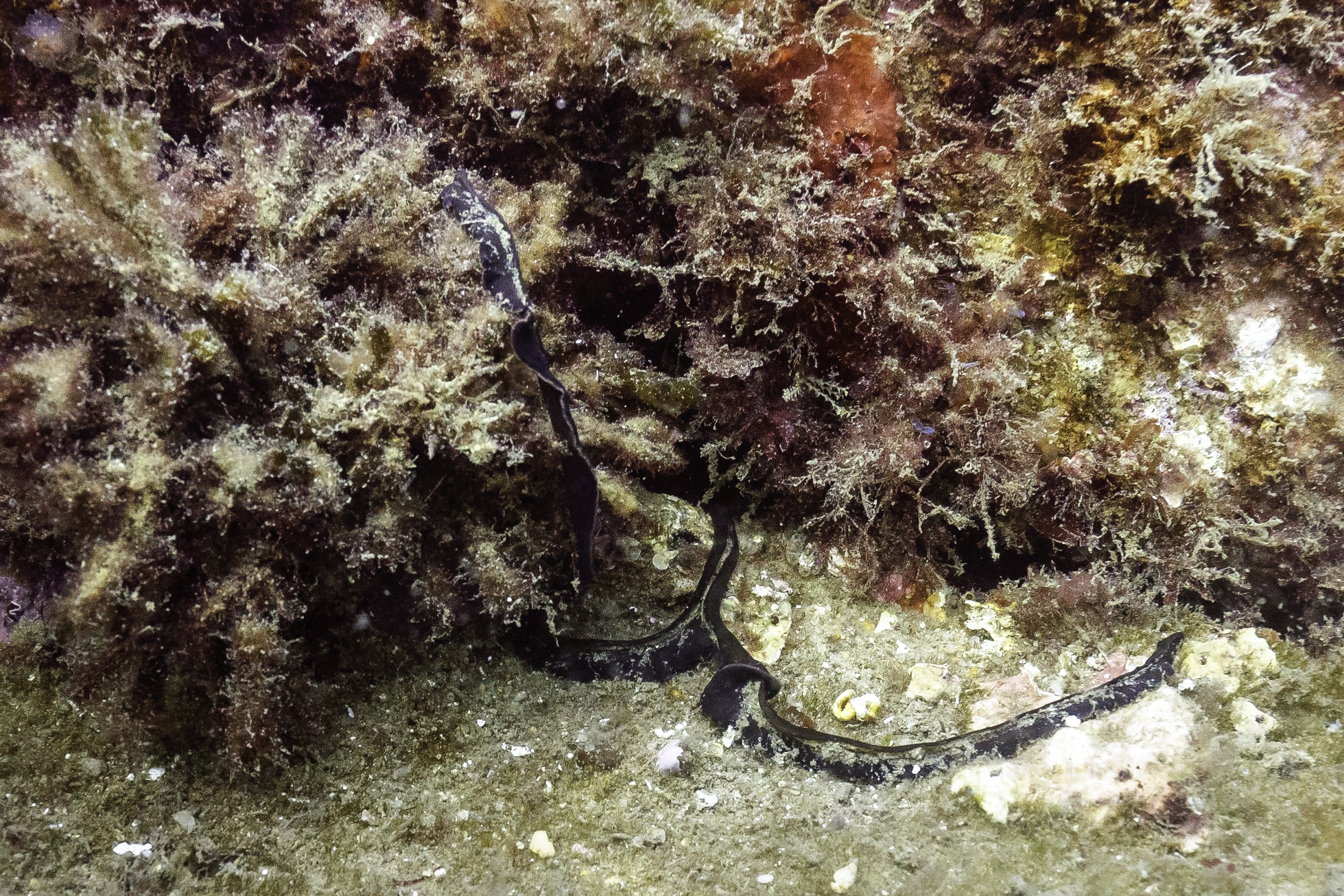
Ejemplar en la costa atlántica de Portugal.

Bonellia viridis es una especie de gusano marino de la clase de los equiuroideos, conocido por el excepcional dimorfismo sexual que presenta y por las propiedades biocidas de un pigmento de su piel, la cual posee un veneno capaz de paralizar a pequeños invertebrados. La especie tiene una amplia difusión; se la puede encontrar al noreste del océano Atlántico, en el océano Índico, océano Pacífico, mar Mediterráneo y mar Rojo.
La hembra, que presenta un color verdoso que varía de pálido a oscuro, vive en el fondo marino a una profundidad de entre diez y cien metros, escondiéndose bajo la grava, en las grietas y agujeros de las rocas, o en madrigueras abandonadas por otros animales. Tiene un cuerpo circular muy contráctil en forma de pera, midiendo unos quince centímetros, aunque completamente extendido puede llegar a medir hasta dos metros. Posee dos ganchos de encaje bajo su cuerpo y una probóscide o trompa extensible que utiliza para alimentarse que mide hasta diez veces su propia longitud corporal, alcanzando el metro y medio de longitud. Es principalmente detritívoro, aunque también se alimenta de otros animales más pequeños. La puesta de huevos tiene lugar entre los meses de mayo y julio.
El macho, que se observa con menor frecuencia que la hembra, presenta un cuerpo plano sin pigmentos que apenas mide 1-3 mm, ocupados en parte por los órganos reproductores y careciendo de otras estructuras. Los machos viven en el interior del cuerpo de una hembra, ya que si la larva entra en contacto con una hembra, se adhiere a los ganglios cefálicos de ésta y da lugar a un macho, que vive en la faringe o en el útero de la hembra.